# Municipio de New Hope (condado de Iredell)
El municipio de New Hope (en inglés: New Hope Township) es un municipio ubicado en el  condado de Iredell en el estado estadounidense de Carolina del Norte. En el año 2010 tenía una población de 1.662 habitantes.

## Geografía
El municipio de New Hope se encuentra ubicado en las coordenadas 36°1′0.48″N 80°57′53.27″O / 36.0168000, -80.9647972.